# West Blocton
West Blocton is een plaats (town) in de Amerikaanse staat Alabama, en valt bestuurlijk gezien onder Bibb County.

## Demografie
Bij de volkstelling in 2000 werd het aantal inwoners vastgesteld op 1372.
In 2006 is het aantal inwoners door het United States Census Bureau geschat op 1419, een stijging van 47 (3.4%).

## Geografie
Volgens het United States Census Bureau beslaat de plaats een oppervlakte van
12,3 km², waarvan 12,2 km² land en 0,1 km² water.

## Plaatsen in de nabije omgeving
De onderstaande figuur toont de plaatsen in een straal van 24 km rond West Blocton.